# Drei Brüder (Schneeberg)

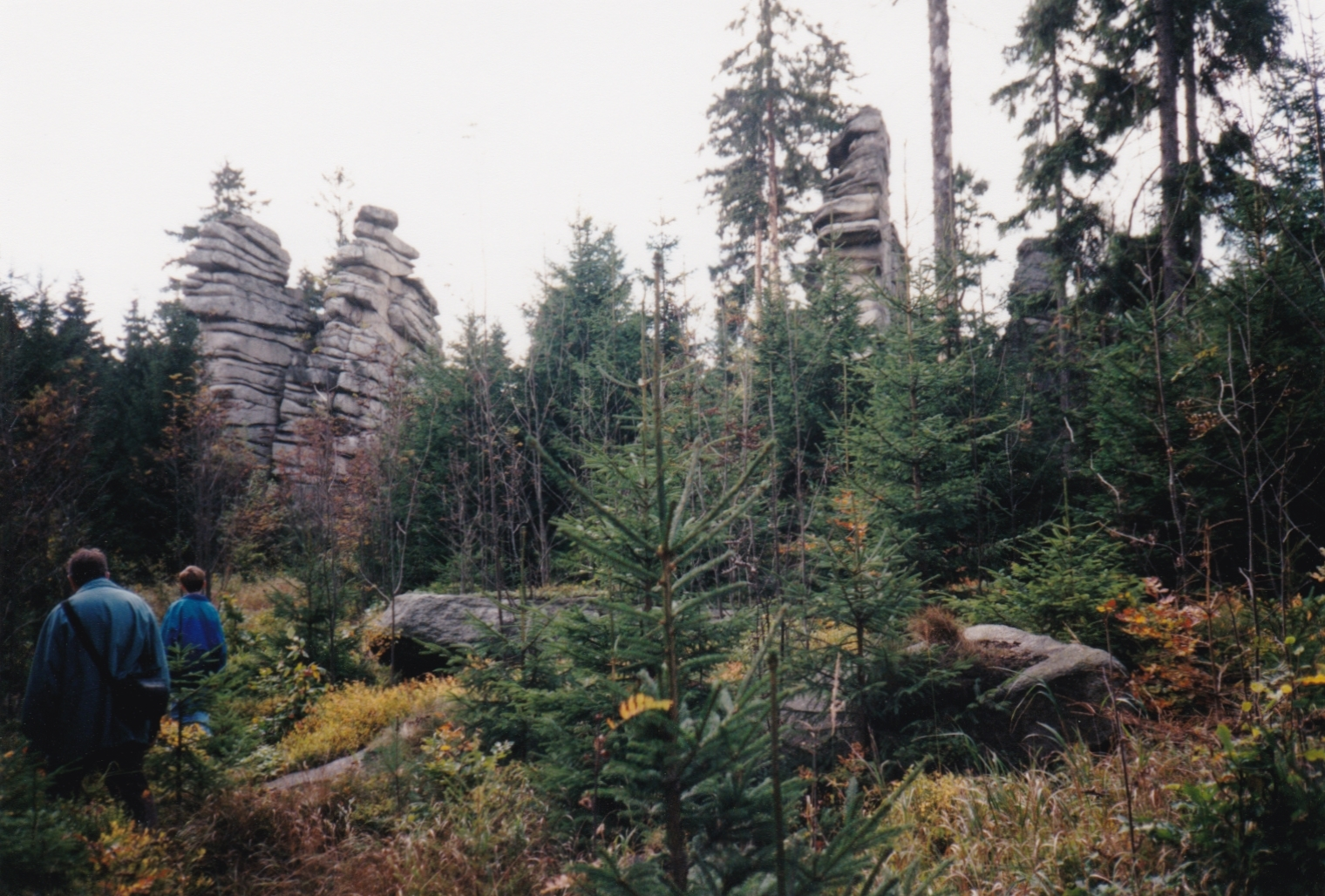
Drei-Brüder-Felsen, 1996

Die Drei Brüder, auch Drei-Brüder-Felsen, sind ein Felsenensemble in der Gemarkung Meierhöfer Seite der Stadt Bad Weißenstadt im oberfränkischen Landkreis Wunsiedel im Fichtelgebirge in Bayern.

## Lage
Die Drei Brüder liegen in 840 m Höhe nahe Meierhof, einem Ortsteil von Bad Weißenstadt im Staatsforst zwischen den Bergen Schneeberg im Südwesten und Rudolfstein im Nordosten. Der Wanderweg Höhenweg des Fichtelgebirgsvereins führt an den als Naturdenkmal geschützten Felsen vorbei. 

## Beschreibung
Die Drei-Brüder-Felsen am Rudolfstein sind drei nebeneinander stehende, mächtige Granitfelsen im Hohen Fichtelgebirge. Entstanden sind sie in der Erdneuzeit durch Verwitterung und Abtragung. Aufgrund der horizontalen Klüftung des Granitgesteins sind in eindrucksvoller Weise die charakteristischen Formen der Matratzenverwitterung entstanden.

## Geotop
Die Felsen sind vom Bayerischen Landesamt für Umwelt (LfU) als geowissenschaftlich wertvolles Geotop (Geotop-Nummer: 479R020) und Naturdenkmal ausgewiesen. Es wurde auch vom LfU mit dem offiziellen Gütesiegel Bayerns schönste Geotope ausgezeichnet.

## Sage
Einer Sage zufolge handelt es sich bei den Felsen um drei versteinerte adlige Brüder, die hier auf der Flucht vor Raubrittern von einem bösen Geist versteinert wurden.